# Iraquianos no Brasil
Os iraquianos no Brasil não são uma comunidade muito numerosa em comparação com sírios e libaneses, porém parcela deste povo está no Brasil em condição de refugiado.